# Teologie dvojí smlouvy

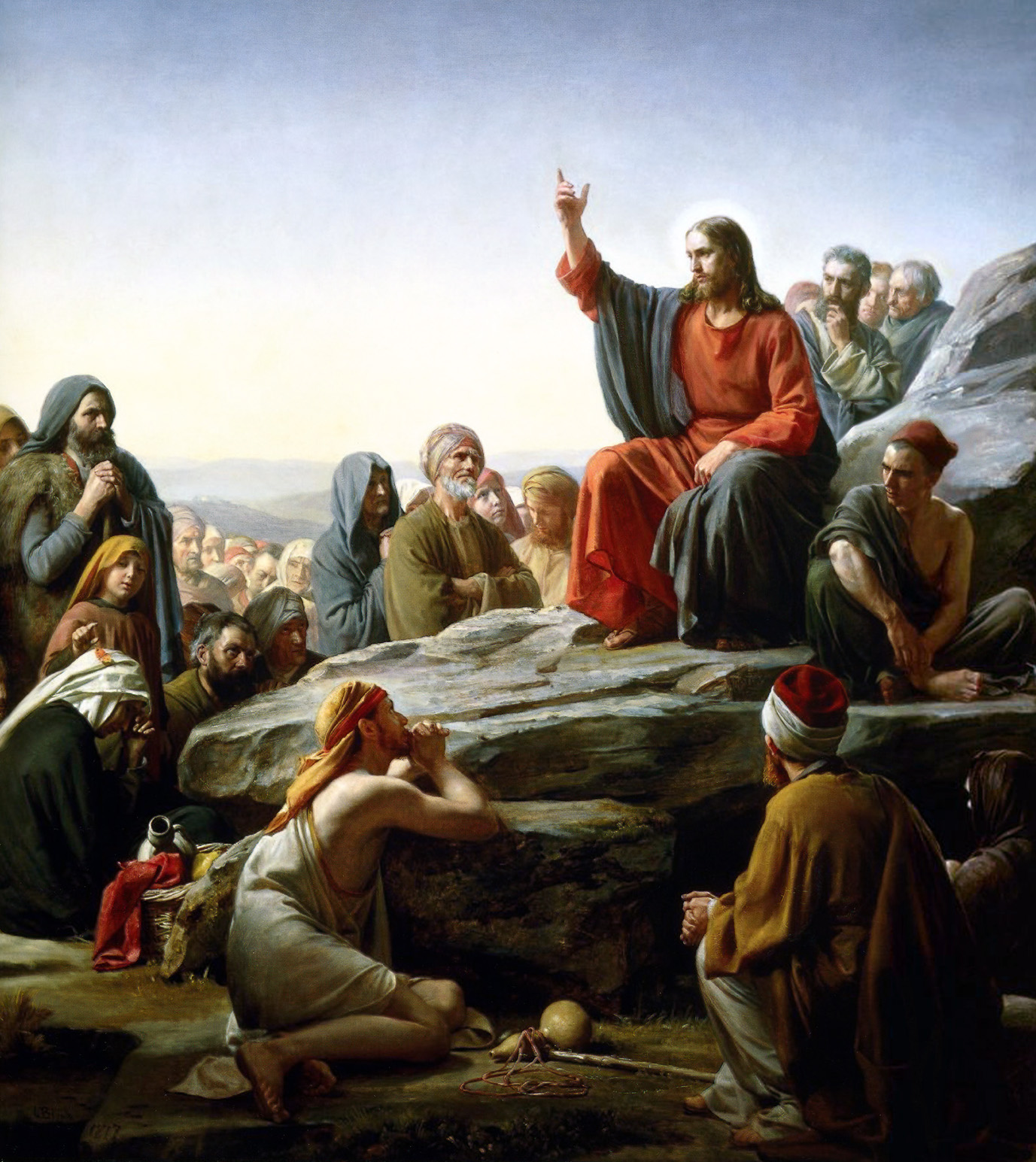
Křesťané považují Ježíše za prostředníka Nové smlouvy. Obrázek zobrazuje jeho slavné horské kázání, v němž komentoval Starou smlouvu –.

Teologie dvojí smlouvy nebo teologie dvou smluv je myšlenkový směr v křesťanské teologii týkající se významu hebrejské Bible, kterou křesťané nazývají Starý zákon. 
Většina křesťanů zastává názor, že Starý zákon (Stará smlouva) byl nahrazen Novou smlouvou, i když morální zákon nadále platí (srov. teologie smlouvy); menšina naopak zastává názor, že Mojžíšova smlouva byla zrušena. Teologie dvojí smlouvy je výjimečná tím, že zastává názor, že Mojžíšova smlouva zůstává v platnosti pro Židy, zatímco Nová smlouva se vztahuje pouze na nežidy neboli pohany (z lat. gentiles). 

## Pozadí
Judaismus tvrdí, že v době po potopě existuje všeobecně závazná smlouva mezi Bohem a člověkem v podobě sedmi Noemových zákonů a že navíc existuje jedinečná sinajská smlouva, která byla uzavřena mezi Bohem a Hebrejci na biblické hoře Sinaj. Judaismus však historicky netvrdil, že existuje samostatná smlouva pro pohany, v níž by měli konvertovat ke křesťanství. Z maimonidovského pohledu by totiž víra v Ježíšovo božství byla porušením Noemova zákona.
Rabínský myslitel z 18. století Jacob Emden se dokonce vyjádřil: 
původním záměrem Ježíše a zejména Pavla bylo obrátit pouze pohany k sedmi morálním zákonům Noemovým a Židy nechat řídit se Mojžíšovým zákonem – což vysvětluje zjevné rozpory v Novém zákoně týkající se Mojžíšových zákonů a soboty.
Později, ve 20. století, neortodoxní židovský teolog Franz Rosenzweig v důsledku svého koketování s křesťanstvím ve svém díle Hvězda vykoupení vyslovil myšlenku, že „křesťanství uznává Boha Židů nikoli jako Boha, ale jako ‚Otce Ježíše Krista‘. Křesťanství samo se přimyká k ‚Pánu‘, protože ví, že Otce lze dosáhnout pouze skrze něj... Všichni jsme zcela zajedno v tom, co Kristus a jeho církev znamenají pro svět: nikdo nemůže dosáhnout Otce jinak než skrze něj. Nikdo nemůže dosáhnout Otce! Zcela jiná je však situace toho, kdo Otce dosáhnout nemusí, protože už je u něj. A to platí pro lid Izraele.“
Daniel Goldhagen, bývalý docent politických věd na Harvardově univerzitě, ve své knize A Moral Reckoning (Morální zúčtování) také navrhl, aby římskokatolická církev změnila své učení a biblický kánon a vypustila z něj výroky, které označuje za antisemitské, aby naznačila, že „židovská cesta k Bohu je stejně legitimní jako cesta křesťanská“.

## Mesiánský judaismus
Viz též: Mesiánský judaismus
David Harold Stern, mesiánský židovský teolog, napsal, že teologie dvojí smlouvy údajně pochází od Maimonida. Ve 20. století ji nabídl židovský filozof Franz Rosenzweig a rozpracovali ji teologové jako Reinhold Niebuhr a James William Parkes.
Tito zakladatelé věří, že Ježíšovo poselství není určeno Židům, ale pohanům, a že citát ze 14. kapitoly Janova evangelia – Jan 14, 6 (Kral, ČEP) je třeba chápat takto: „Já jsem cesta, pravda a život a žádný pohan nepřichází k Otci než skrze mne.“ Stern tvrdí, že problém teologie dvojí smlouvy spočívá v tom, že „nahrazení Ješuova ‚Nikdo nepřichází k Otci než skrze mne‘ slovy ‚Žádný pohan nepřichází...‘ je nepřijatelným násilím vůči jasnému smyslu textu a celému Novému zákonu.

## Apoštolské rozhodnutí
Viz též: Židokřesťanství

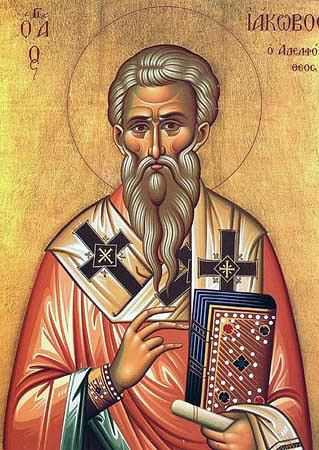
Jakub Spravedlivý, jehož rozsudek byl přijat v apoštolském rozhodnutí ve Skutcích –, kolem roku 50 n. l.: „máme jim [pohanům] napsat, aby se zdržovali všeho, co bylo obětováno modlám, také krve, pak masa zvířat, která nebyla zbavena krve, a konečně smilstva...“

Apoštolské rozhodnutí v knize Skutků – Sk 15, 19–29 (Kral, ČEP) se běžně vykládá jako paralela k Noemovu zákonu.
Ačkoli mnoho křesťanských denominací dnes již Apoštolské rozhodnutí nedodržuje, řecká pravoslavná církev jej stále dodržuje v plném rozsahu.

## Stanovisko papeže Jana Pavla II.
Viz též: Papež Jan Pavel II. a judaismus
Tradiční teologie náhrady, jak ji ilustruje papežská bula papeže Evžena IV., kterou vydal na florentském koncilu v roce 1441: 
Svatá římská církev... pevně věří, vyznává a učí, že záležitosti týkající se starozákonního, mojžíšského zákona... poté, co jimi byl naznačen příchod našeho Pána, přestaly a začaly svátosti Nového zákona;... po vyhlášení evangelia tvrdí, že je nelze zachovávat bez ztráty věčné spásy. Proto všechny, kdo po této době zachovávají obřízku, sobotu a ostatní požadavky zákona, prohlašuje svatá římská církev za cizí křesťanské víře a ani v nejmenším nezpůsobilé k účasti na věčné spáse.
Jan Pavel II. podpořil větší dialog mezi katolíky a Židy, ale výslovně nepodpořil teologii dvojí smlouvy. Dne 17. listopadu 1980 pronesl Jan Pavel II. projev k berlínským Židům, ve kterém hovořil o svých názorech na katolicko-židovské vztahy. Jan Pavel II. v něm tvrdil, že Boží smlouva se židovským národem nebyla nikdy zrušena. Během projevu Jan Pavel II. citoval Nostra aetate a tvrdil, že katolíci „se budou snažit lépe pochopit vše, co si ve Starém zákoně zachovává náležitou a trvalou hodnotu..., neboť tato hodnota nebyla zahlazena dalším výkladem Nového zákona, který naopak dal Starému co nejúplnější význam, takže Nový dostává ze Starého světlo a vysvětlení.“

## Kritika
Viz též: Pavel apoštol a judaismus
Hlavním tématem Pavlova listu Římanům je prý to, že pokud jde o spásu, jsou si Židé a pohané před Bohem rovni – Řím 2, 7–12 (Kral, ČEP); Řím 3, 9–31 (Kral, ČEP); Řím 4, 9–12 (Kral, ČEP); Řím 5, 12–19 (Kral, ČEP); Řím 9, 24 (Kral, ČEP); Řím 10, 12–13 (Kral, ČEP); Řím 11, 30–32 (Kral, ČEP). Řím 1, 16 (Kral, ČEP) tím, že uvádí, že evangelium je stejné pro Židy i pohany, může představovat vážný problém pro teologii dvojí smlouvy.
Jako verš podporující teologii dvojí smlouvy je někdy uváděn verš z listu Galatským – Gal 5, 3 (Kral, ČEP). Problémem tohoto argumentu je však kontext 5. kapitoly  listu Galaťanům. Zejména v 5. kapitole Galaťanům – Gal 5, 4 (Kral, ČEP) se říká: „Odloučili jste se od Krista, vy, kteří se snažíte být ospravedlněni zákonem, odpadli jste od milosti“. Při srovnání s 2. kapitolou Galatským – Gal 2 (Kral, ČEP), zejména s Galatským – Gal 2, 21 (Kral, ČEP), kde se říká: „Nezanedbávám Boží milost, neboť jestliže spravedlnost pochází ze Zákona, pak Kristus zemřel zbytečně“. Učenci stále diskutují o významu Pavlovy věty „skutky Zákona“ (viz Nová perspektiva Pavla a federální vize).
Podobnou výzvu představuje list Galaťanům – Gal 2, 15 (Kral, ČEP) a Gal 2, 16 (Kral, ČEP), těsně po incidentu v Antiochii, kde Pavel říká (promlouvá k Petrovi, židovskému spoluobčanovi): „My jsme od přirozenosti Židé a ne hříšníci z pohanů, nicméně víme, že člověk není ospravedlněn ze skutků Zákona, ale skrze víru v Krista Ježíše, a tak jsme i my uvěřili v Krista Ježíše, abychom byli ospravedlněni vírou v Krista, a ne ze skutků Zákona, neboť ze skutků Zákona nebude ospravedlněno žádné tělo“.
Stejné výlučné nároky na křesťanské poselství vznášejí i další autoři. Jan 14, 6 (Kral, ČEP) uvádí: „Ježíš mu řekl: ‚Já jsem ta cesta, pravda a život; nikdo nepřichází k Otci než skrze mne.‘“ Petr, když ve Skutcích – Sk 4, 12 (Kral, ČEP) mluví k židovským spoluobčanům o Ježíši, říká: „A v nikom jiném není spásy, neboť není pod nebem jiného jména, které by bylo dáno lidem a skrze které bychom mohli být spaseni.“
První Janův list říká: „Kdo je lhář? Je to ten, kdo popírá, že Ježíš je Kristus. Takový člověk je antikrist – popírá Otce i Syna. Nikdo, kdo popírá Syna, nemá Otce; kdo uznává Syna, má i Otce.“

### Katolíci
Kardinál Avery Dulles byl kritický k teologii dvojí smlouvy, zejména jak je chápána v dokumentu USCCB Reflections on Covenant and Mission. V článku All in the Family; Christians, Jews and God stojí: „byly také shromážděny důkazy z Písma, církevních otců a oficiálních církevních dokumentů, že katolická církev nepodporuje teologii dvojí smlouvy“.
Ačkoli má být z příštího vydání odstraněna (na příkaz Vatikánu jako zkreslující editio typica), Katolický katechismus pro dospělé Spojených států (2006) uvádí:
Smlouva, kterou Bůh uzavřel s židovským národem prostřednictvím Mojžíše, pro něj zůstává platná navěky.
V červnu 2008 se biskupové v poměru hlasů 231:14 rozhodli tuto větu z příštího vydání katechismu odstranit, protože by mohla být vykládána tak, že Židé mají vlastní cestu ke spáse a nepotřebují Krista ani církev. V srpnu 2009 Vatikán tuto změnu schválil a v revidovaném textu se uvádí (v souladu s editio typica):
Židovskému národu, který si Bůh jako první vyvolil, aby slyšel jeho slovo, „patří synovství, sláva, smlouvy, vydání zákona, uctívání a zaslíbení; jim patří patriarchové a z jejich rodu je podle těla Kristus“.

### Protestanti
V roce 2006 evangelický protestant Jerry Falwell popřel zprávu deníku The Jerusalem Post, že podporuje teologii dvojí smlouvy: